# Hartland (Canada)
Hartland is een plaats (town) in de Canadese provincie New Brunswick en telt 957 inwoners (2016). De oppervlakte bedraagt 9,63 km².

Bij Hartland ligt de Hartland Bridge, de langste overdekte brug ter wereld.